# Ettenheim

Ettenheim este un oraș din landul Baden-Württemberg, Germania.
Aici se afla Catedrala  St. Bartholomäus, monument istoric. In tipul revoluției  franceze Cardinalul  Franței  s-a ascuns aici
1. ↑  Alle politisch selbständigen Gemeinden mit ausgewählten Merkmalen am 31.12.2018 (4. Quartal) (în germană), Statistisches Bundesamt[*], arhivat din original la 10 martie 2019, accesat în 10 martie 2019